# Albert Szent-Györgyi
Albert Szent-Györgyi de Nagyrápolt (Budimpešta, Austro-Ugarska 16. rujna, 1893. – 22. listopada, 1986. Woods Hole, Massachusetts, SAD) bio je mađarski fiziolog koji je 1937. g. dobio Nobelovu nagradu za fiziologiju ili medicinu. Također je bio aktivan u mađarskom otporu za vrijeme Drugog svjetskog rata i sudjelovao je u mađarskoj politici nakon rata.

## Životopis
Zanimljivo je njegovo podrijetlo. Naime, bio je mađarski plemić, punog imena Albert Szent-Györgyi de Nagyrápolt. Njegova obitelj dobila je plemstvo 1608. godine, a bila je vezana uz posjed Nagyrápolt u Transilvaniji (danas na području Rumunjske). Počeo je studirati medicinu na Sveučilištu u Budimpešti. Studij je prekinuo 1914. g., (Prvi svjetski rat) kako bi služio u vojsci kao bolničar. Godine 1916. pušten je iz vojske nakon što se ranio u ruku. Diplomirao je medicinu 1917. godine. 
Poslije rata počeo je svoju istraživačku karijeru u Pressburgu (mađarski: Pozsony, današnja Bratislava). Kada je grad u siječnju 1919. g. postao dio Čehoslovačke napustio je grad zajedno s dijelom mađarske populacije. Nekoliko je puta mijenjao sveučilišta sljedećih nekoliko godina, da bi se skrasio na Sveučilištu u Groningenu gdje je svoj rad usmjerio na kemiju staničnog disanja. Zbog svog rada na izoliranju onoga što se tada zvalo "heksuronska kiselina" iz tkiva nadbubrežne žlijezde dobio je doktorat na Sveučilištu Cambridge 1927. godine.
Godine 1931. prihvatio je posao na Sveučilištu u Szegedu, gdje je sa svojim suradnikom (Joseph Svirbely) otkrio da je "heksauronska kiselina" koju je izolirao 1920-ih ustvari vitamin C (L-enantiomer askorbinske kiseline) i opisao njenu anti-skorbutnu aktivnost. Pronašao ga je, između ostalog, u paprici. Vitamin C (askorbinska kiselina) postao je prvi vitamin koji se mogao umjetno sintetizirati.
Za to vrijeme također je i otkrio fumarnu kiselinu i ostale korake u procesu koji će kasnije postati poznat kao Krebsov ciklus.
Godine 1937. dobio je Nobelovu nagradu za svoja otkrića u vezi s procesima biološkog izgaranja s posebnim naglaskom na vitamin C i katalizu fumarne kiseline.
Godine 1938. počeo je rad na biofizici mišića. Otkrio je da mišići sadrže aktin koji u kombinaciji s proteinom miozinom i izvorom energije (ATPom) kontrahira mišićna vlakna.
Nakon rata 1947. godine emigrirao je u SAD, gdje je nastavio svoj rad kao ravnatelj Instituta za istraživanje mišića u Woods Holeu; ondje je istraživao stanični rast i kancerogenezu. Napisao je velik broj znanstvenih radova i knjiga; najpoznatija je Ludi majmun (The Crazy Ape, 1970).

## Vanjske poveznice

### Sestrinski projekti
|  | Zajednički poslužitelj ima još gradiva o temi Albert Szent-Györgyi |

### Mrežna sjedišta
- Životopis - Albert Szent-Györgyi  Arhivirana inačica izvorne stranice od 17. prosinca 2001. (Wayback Machine) - s Nobelprize.org (engl.)